# 안투코 (칠레)
안투코(스페인어: Antuco)는 칠레 비오비오주 비오비오현의 코무나이다.